# Michael Friedrich Oppermann
Michael Friedrich Oppermann (auch: Friedrich Oppermann; * 13. November 1800 in Bremen; † 1883) war ein deutscher Geograph und Pädagoge.

## Leben
Michael Friedrich Oppermann lebte als Kind zunächst ein Jahr in Aurich in Ostfriesland und ging dann mit seinen Eltern nach St. Petersburg. Nach seinem sechsten Lebensjahr kehrte die Familie nach Aurich zurück, wo Oppermann nach der Elementarschule die Auricher Lateinschule bis zur Secunda besuchte. Auf Anregung eines Verwandten wollte er den Beruf des Kaufmannes erlernen, studierte aber zunächst eineinhalb Jahre die Sprachen Französisch und Englisch. In seinem 17. Lebensjahr begann er als Lehrling in einem Comptoire in Hamburg, blieb dort jedoch nur zwei Jahre, da ihn seine Mutter aufgrund seines Dranges nach einem wissenschaftlichen Studium zurück nach Aurich rief. Dort besuchte er eineinhalb Jahre die Prima des Lyzeums, um von 1820 bis 1825 erst an der in Göttingen, dann auch in Berlin erst Theologie, dann auch cameralische und juristische „Collegia“ zu frequentieren. Nach seinem Studienabschluss erhielt Oppermann zunächst eine Anstellung als Supernumerar im Steuerfach. Aufgrund der ungünstigen Aussichten sah sich Oppermann jedoch bald nach einem anderen Betätigungsfeld um.
1825 nahm Oppermann die Stelle eines Lehrers am Lyzeum Hannover an. Rund neun Jahre später – zu Beginn der Industrialisierung des Königreichs Hannover und in der Planungsphase zur Bildung einer städtischen Berufsschule – sandte der Magistrat der Stadt Hannover den Gymnasiallehrer im Jahr 1834 auf eine Reise nach Hamburg und Magdeburg, um dort sowohl die 1768 von Johann Georg Büsch gegründete Hamburger „Handelsakademie“ zu erkunden sowie die seit 1819 bestehende Magdeburger „Handelschule“. Hierüber verfasste Oppermann 1835 einen ausführlichen „Reiseerfahrungsbericht“. In der Folge wurden die beiden bisher in der Höheren Bürgerschule integrierten sogenannten „Handelschul“-Klassen formal als städtische „Handelsschule“ verselbständigt, verblieben organisatorisch aber als „Akzessorium“ nach wie vor in der Höheren Bürgerschule. Räumlich jedoch wurde die Handelsschule dem Lyzeum am Mühlenplatz, dem späteren Friederikenplatz zugeordnet.
Ebenfalls ab 1835 wirkte Oppermann nun zunächst als Hauptlehrer der Handelssektion an der neuen höheren Bürgerschule. Diese diente noch der Berufsvorbereitung. Erst mit der Gründung der städtischen Handelsschule am 30. Oktober 1837 wurde aus der Einrichtung eine berufsbegleitende Schule, insbesondere aufgrund der Notwendigkeit, die Kaufleute beziehungsweise eine ihrer Innungen als zusätzliche Geldgeber zu gewinnen. Neben dem Direktor Adolf Tellkampf und drei Vertretern der Innungen wirkte Oppermann im Nebenberuf nun als Hauptlehrer der Schule, daneben auch als Mitglied der Schulkommission.
Nach dem Umzug der Schule in das Gebäude des ehemaligen Thierbachschen Instituts am Aegidientorplatz im Jahr 1847 wurde Oppermann – aufgrund Tellkampfs ungeliebter Oberaufsicht – 1852 erst zum Inspektor der „Handelsschule“ ernannt, und nach deren Umzug 1854 in den Schulneubau am Georgsplatz im Jahr 1862 zum Schuldirektor ernannt.
Unter Oppermanns Leitung wurde die bis dahin zumeist lähmende Abhängigkeit der „Handelsschule“ gegenüber der Höheren Bürgerschule weitgehend befreit. Zunehmende Meinungsverschiedenheiten mit der Handelsinnung behinderten jedoch Oppermanns weitreichende Pläne zu Reform der „Handelsschule“, die insbesondere an einer starken Zersplitterung der Unterrichtsfächer litt. Nach der Annexion des Königreichs Hannover durch Preußen nahm ab 1867 die Schülerzahl wieder ab – nicht zuletzt aufgrund der preußischen Gewerbefreiheit und der Aufhebung des staatlichen Schulzwangs für Kaufleute. In der Folge machte sich bei Oppermann, der ab dem Jahr der Reichsgründung 1871 seine Schüler in dem Schulgebäude in der Köbelingerstraße 50 unterrichtete, eine gewisse Resignation bemerkbar. Als er 1878 in den Ruhestand verabschiedet wurde, verlor die kaufmännische Berufsschule „ihren engagiertesten und weitblickendsten Förderer.“
Im Jahr 1883, dem Todesjahr des Pädagogen, verzeichnete das Adreßbuch, Stadt- und Geschäftshandbuch der Königlichen Residenzstadt Hannover und der Stadt Linden den Schuldirektor a. D. „Oppermann, (Mich.) Frdr.“, der unterdessen mit dem Preußischen Roten Adlerorden vierter Klasse ausgezeichnet worden war, mit Wohnsitz der zweiten Etage der Braunschweiger Straße 5.

## Schriften (Auswahl)
Oppermann verfasste mehrere Artikel in der von Johann Samuel Ersch und Johann Gottfried Gruber herausgegebenen Allgemeinen Encyclopädie der Wissenschaften und Künste,

außerdem:
- Bericht über eine Reise nach Hamburg und Magdeburg zwecks Erkundung der dortigen Handelsschulen (1835)
  - in Klaus-Friedrich Pott (Hrsg.): Berufsbiographien von Handelsschullehrern des 19. Jahrhunderts oder Bausteine einer überfälligen Geschichte der kaufmännischen Vollzeitschulen des 19. Jahrhunderts, Detmold: Eusl-Verlagsgesellschaft mbH, [2015], ISBN 978-3-940625-52-6 und ISBN 3-940625-52-3, S. 223–248
- Über die Methode des geographischen Unterrichts / von M. F. Oppermann, in: Jahresbericht der Höheren Bürgerschule zu Hannover 1837/1839, Hannover: Jänecke, 1839, S. 3–11
- Leitfaden beim Unterrichte in der Erdkunde
  - Erste Abtheilung. Vorbereitender Unterricht / von M. F. Oppermann, Hannover: Hahn, 1839
  - Abtheilung 1,3: Cursus